# Portugal a la Copa del Món de futbol
Aquest és el registre dels resultats de Portugal a la Copa del Món. Portugal no n'ha estat mai campiona, però ha arribat a semifinals en dues ocasions: el 1966, quan va debutar amb la millor actuació, i el 2006.

## Resum d'actuacions
Campions      Finalistes      Tercers      Quarts
Un requadre vermell indica que eren amfitrions del campionat.
| Historial a la Copa del Món | Historial a la Copa del Món       | Historial a la Copa del Món       | Historial a la Copa del Món       | Historial a la Copa del Món       | Historial a la Copa del Món       | Historial a la Copa del Món       | Historial a la Copa del Món       | Historial a la Copa del Món       |
| Edició                      | Ronda                             | Posició                           | PJ                                | PG                                | PE                                | PP                                | GF                                | GC                                |
| --------------------------- | --------------------------------- | --------------------------------- | --------------------------------- | --------------------------------- | --------------------------------- | --------------------------------- | --------------------------------- | --------------------------------- |
| 1930                        | No hi participà                   | No hi participà                   | No hi participà                   | No hi participà                   | No hi participà                   | No hi participà                   | No hi participà                   | No hi participà                   |
| 1934                        | No es classificà                  | No es classificà                  | No es classificà                  | No es classificà                  | No es classificà                  | No es classificà                  | No es classificà                  | No es classificà                  |
| 1938                        | No es classificà                  | No es classificà                  | No es classificà                  | No es classificà                  | No es classificà                  | No es classificà                  | No es classificà                  | No es classificà                  |
| 1950                        | No es classificà                  | No es classificà                  | No es classificà                  | No es classificà                  | No es classificà                  | No es classificà                  | No es classificà                  | No es classificà                  |
| 1954                        | No es classificà                  | No es classificà                  | No es classificà                  | No es classificà                  | No es classificà                  | No es classificà                  | No es classificà                  | No es classificà                  |
| 1958                        | No es classificà                  | No es classificà                  | No es classificà                  | No es classificà                  | No es classificà                  | No es classificà                  | No es classificà                  | No es classificà                  |
| 1962                        | No es classificà                  | No es classificà                  | No es classificà                  | No es classificà                  | No es classificà                  | No es classificà                  | No es classificà                  | No es classificà                  |
| 1966                        | Tercer Lloc                       | 3s                                | 6                                 | 5                                 | 0                                 | 1                                 | 17                                | 8                                 |
| 1970                        | No es classificà                  | No es classificà                  | No es classificà                  | No es classificà                  | No es classificà                  | No es classificà                  | No es classificà                  | No es classificà                  |
| 1974                        | No es classificà                  | No es classificà                  | No es classificà                  | No es classificà                  | No es classificà                  | No es classificà                  | No es classificà                  | No es classificà                  |
| 1978                        | No es classificà                  | No es classificà                  | No es classificà                  | No es classificà                  | No es classificà                  | No es classificà                  | No es classificà                  | No es classificà                  |
| 1982                        | No es classificà                  | No es classificà                  | No es classificà                  | No es classificà                  | No es classificà                  | No es classificà                  | No es classificà                  | No es classificà                  |
| 1986                        | Fase de Grup                      | 17s                               | 3                                 | 1                                 | 0                                 | 2                                 | 2                                 | 4                                 |
| 1990                        | No es classificà                  | No es classificà                  | No es classificà                  | No es classificà                  | No es classificà                  | No es classificà                  | No es classificà                  | No es classificà                  |
| 1994                        | No es classificà                  | No es classificà                  | No es classificà                  | No es classificà                  | No es classificà                  | No es classificà                  | No es classificà                  | No es classificà                  |
| 1998                        | No es classificà                  | No es classificà                  | No es classificà                  | No es classificà                  | No es classificà                  | No es classificà                  | No es classificà                  | No es classificà                  |
| 2002                        | Fase de Grup                      | 21s                               | 3                                 | 1                                 | 0                                 | 2                                 | 6                                 | 4                                 |
| 2006                        | Quart Lloc                        | 4s                                | 7                                 | 4                                 | 1                                 | 2                                 | 7                                 | 5                                 |
| 2010                        | Vuitens de final                  | 11s                               | 4                                 | 1                                 | 2                                 | 1                                 | 7                                 | 1                                 |
| 2014                        | Fase de Grup                      | 18s                               | 3                                 | 1                                 | 1                                 | 1                                 | 4                                 | 7                                 |
| 2018                        | Fase de Grup                      | 16s                               | 4                                 | 1                                 | 2                                 | 1                                 | 6                                 | 6                                 |
| 2022                        | Quarts de final                   | 8s                                | 5                                 | 3                                 | 0                                 | 2                                 | 12                                | 6                                 |
| 2026                        | Pendent                           | Pendent                           | Pendent                           | Pendent                           | Pendent                           | Pendent                           | Pendent                           | Pendent                           |
| 2030                        | Classificat com a co-organitzador | Classificat com a co-organitzador | Classificat com a co-organitzador | Classificat com a co-organitzador | Classificat com a co-organitzador | Classificat com a co-organitzador | Classificat com a co-organitzador | Classificat com a co-organitzador |
| 2034                        | Pendent                           | Pendent                           | Pendent                           | Pendent                           | Pendent                           | Pendent                           | Pendent                           | Pendent                           |
| Total                       | Tercer lloc                       | Tercer lloc                       | 31                                | 16                                | 4                                 | 11                                | 55                                | 35                                |

## Anglaterra 1966

### Primera fase: Grup 3
| Pos | Equip    | PJ | PG | PE | PP | GF | GC | GR    | Pts | Classificació           |
| --- | -------- | -- | -- | -- | -- | -- | -- | ----- | --- | ----------------------- |
| 1   | Portugal | 3  | 3  | 0  | 0  | 9  | 2  | 4,500 | 6   | Avança a la segona fase |
| 2   | Hongria  | 3  | 2  | 0  | 1  | 7  | 5  | 1,400 | 4   | Avança a la segona fase |
| 3   | Brasil   | 3  | 1  | 0  | 2  | 4  | 6  | 0,667 | 2   |                         |
| 4   | Bulgària | 3  | 0  | 0  | 3  | 1  | 8  | 0,125 | 0   |                         |

| Portugal                          | 3–1     | Hongria  |
| --------------------------------- | ------- | -------- |
| José Augusto 1', 67' · Torres 90' | Informe | Bene 60' |

| Portugal                                     | 3–0     | Bulgària |
| -------------------------------------------- | ------- | -------- |
| Vutsov 17' (p.p.) · Eusébio 38' · Torres 81' | Informe |          |

| Portugal                      | 3–1     | Brasil    |
| ----------------------------- | ------- | --------- |
| Simões 15' · Eusébio 27', 85' | Informe | Rildo 73' |

### Segona fase

#### Quarts de final
| Portugal                                                | 5–3     | Corea del Nord                                            |
| ------------------------------------------------------- | ------- | --------------------------------------------------------- |
| Eusébio 27', 43' (p.), 56', 59' (p.) · José Augusto 80' | Informe | Pak Seung-zin 1' · Li Dong-woon 22' · Yang Seung-kook 25' |

#### Semifinals
| Anglaterra           | 2–1     | Portugal         |
| -------------------- | ------- | ---------------- |
| B. Charlton 30', 80' | Informe | Eusébio 82' (p.) |

#### Partit pel tercer lloc
| Portugal                      | 2–1     | Unió Soviètica |
| ----------------------------- | ------- | -------------- |
| Eusébio 12' (p.) · Torres 89' | Informe | Malofeyev 43'  |

## Mèxic 1986

### Primera fase: Grup F
| Pos | Equip      | PJ | PG | PE | PP | GF | GC | DG | Pts | Classificació                      |
| --- | ---------- | -- | -- | -- | -- | -- | -- | -- | --- | ---------------------------------- |
| 1   | Marroc     | 3  | 1  | 2  | 0  | 3  | 1  | +2 | 4   | Avança a la fase final             |
| 2   | Anglaterra | 3  | 1  | 1  | 1  | 3  | 1  | +2 | 3   | Avança a la fase final             |
| 3   | Polònia    | 3  | 1  | 1  | 1  | 1  | 3  | −2 | 3   | Opta a una plaça per la fase final |
| 4   | Portugal   | 3  | 1  | 0  | 2  | 2  | 4  | −2 | 2   |                                    |

| Portugal          | 1–0     | Anglaterra |
| ----------------- | ------- | ---------- |
| Carlos Manuel 76' | Informe |            |

| Polònia      | 1–0     | Portugal |
| ------------ | ------- | -------- |
| Smolarek 68' | Informe |          |

| Portugal       | 1–3     | Marroc                             |
| -------------- | ------- | ---------------------------------- |
| Diamantino 80' | Informe | Khairi 19', 26' · Merry Krimau 62' |

## Rússia 2018

### Primera fase: Grup B
| Pos | Equip    | PJ | PG | PE | PP | GF | GC | DG | Pts | Classificació        |
| --- | -------- | -- | -- | -- | -- | -- | -- | -- | --- | -------------------- |
| 1   | Espanya  | 3  | 1  | 2  | 0  | 6  | 5  | +1 | 5   | Avança a segona fase |
| 2   | Portugal | 3  | 1  | 2  | 0  | 5  | 4  | +1 | 5   | Avança a segona fase |
| 3   | Iran     | 3  | 1  | 1  | 1  | 2  | 2  | 0  | 4   |                      |
| 4   | Marroc   | 3  | 0  | 1  | 2  | 2  | 4  | −2 | 1   |                      |

| Portugal                            | 3–3     | Espanya                          |
| ----------------------------------- | ------- | -------------------------------- |
| Cristiano Ronaldo 4' (p.), 44', 88' | Informe | Diego Costa 24', 55' · Nacho 58' |

| Portugal             | 1–0     | Marroc |
| -------------------- | ------- | ------ |
| Cristiano Ronaldo 4' | Informe |        |

| Iran                  | 1–1     | Portugal     |
| --------------------- | ------- | ------------ |
| Ansarifard 90+3' (p.) | Informe | Quaresma 45' |

#### Vuitens de final
| Uruguai        | 2–1     | Portugal |
| -------------- | ------- | -------- |
| Cavani 7', 62' | Informe | Pepe 55' |